# Баганский район
Бага́нский райо́н — административно-территориальная единица (район) и муниципальное образование (муниципальный район) в Новосибирской области России.
Административный центр — село Баган.

## География
Район расположен на юго-западе Новосибирской области, на севере Кулундинской степи. На северо-западе и севере район граничит с Купинским, на северо-востоке — Здвинским, на юго-востоке и юге — Карасукским районами Новосибирской области, на юго-западе — с республикой Казахстан. Протяжённость границы с Казахстаном 12,5 км. Протяженность района с запада на восток 103 км, с севера на юг — 60 км. Территория района по данным на 2008 год — 336,7 тыс. га, в том числе сельхозугодья — 258,4 тыс. га (76,7 % всей площади).

## История
В 1925 году на территории нынешнего Баганского района был образован Андреевский район с центром в с. Андреевка в составе Славгородского округа Сибирского края, с 1930 года в составе Западно-Сибирского края. C 1931 по 1935 годы район был упразднён. 28 сентября 1937 года Андреевский район был включен во вновь образованный Алтайский край. 13 августа 1944 года район был передан в Новосибирскую область. 19 июля 1946 года райцентр был перенесён из с. Андреевка в с. Баган. В 1963 году район был упразднён, 3 ноября 1965 года вновь восстановлен под наименованием Баганский.

## Достопримечательности

### Природные достопримечательности
Озеро Второе (площадь 931 Га);
Озеро Большое Горькое (площадь 324 Га);
Озеро Первое (площадь 282 Га);
Озеро Горькое (местные жители называют его Новоключевское или Новоключи) 

### Музеи
Баганский районный краеведческий музей.

## Население
| 2002    | 2009    | 2010    | 2011    | 2012    | 2013    | 2014    |
| ------- | ------- | ------- | ------- | ------- | ------- | ------- |
| 18 457  | ↘17 494 | ↘17 451 | ↘16 580 | ↘16 341 | ↘16 080 | ↘15 779 |
| 2015    | 2016    | 2017    | 2018    | 2019    | 2020    | 2021    |
| ↘15 580 | ↘15 439 | ↘15 381 | ↘15 355 | ↘15 208 | ↘14 864 | ↘14 627 |

### Национальный состав
По данным переписи населения 2002 года 35 национальностей, в том числе:
- русские — 15 235 (82,5 %)
- казахи — 501 (2,7 %)
- немцы — 1 928 (10,4 %)
- украинцы — 438 (2,4 %)
- белорусы — 56 (0,3 %)
- другие национальности — 299 (1,6 %)

## Муниципально-территориальное устройство
В муниципальный район входят 9 муниципальных образований со статусом сельских поселений.
| № | Сельские поселения     | Административный центр | Количество населённых пунктов | Население (чел.) | Площадь (км²) |
| - | ---------------------- | ---------------------- | ----------------------------- | ---------------- | ------------- |
| 1 | Андреевский сельсовет  | село Андреевка         | 8                             | ↘1051            | 524,63        |
| 2 | Баганский сельсовет    | село Баган             | 5                             | ↗6178            | 407,75        |
| 3 | Ивановский сельсовет   | село Ивановка          | 3                             | ↘914             | 196,42        |
| 4 | Казанский сельсовет    | село Казанка           | 3                             | ↘959             | 214,65        |
| 5 | Кузнецовский сельсовет | село Кузнецовка        | 1                             | ↘521             | 168,91        |
| 6 | Лозовской сельсовет    | село Лозовское         | 7                             | ↘1529            | 470,45        |
| 7 | Мироновский сельсовет  | село Мироновка         | 3                             | ↘1246            | 340,77        |
| 8 | Палецкий сельсовет     | село Палецкое          | 6                             | ↘1774            | 700,13        |
| 9 | Савкинский сельсовет   | село Савкино           | 5                             | ↘1123            | 344,02        |

## Населённые пункты
В Баганском районе 40 населённых пунктов.
| №  | Населённый пункт   | Тип                     | Население | Муниципальное образование |
| -- | ------------------ | ----------------------- | --------- | ------------------------- |
| 1  | III Интернационал  | посёлок                 | ↘44       | Андреевский сельсовет     |
| 2  | Александро-Невский | посёлок                 | ↘217      | Казанский сельсовет       |
| 3  | Андреевка          | село                    | ↘613      | Андреевский сельсовет     |
| 4  | Баган              | село                    | ↘5482     | Баганский сельсовет       |
| 5  | Большие Луки       | село                    | ↘206      | Палецкий сельсовет        |
| 6  | Бочаниха           | село                    | ↘164      | Баганский сельсовет       |
| 7  | Бронзовка          | посёлок                 | ↘118      | Савкинский сельсовет      |
| 8  | Владимировка       | село                    | ↘199      | Палецкий сельсовет        |
| 9  | Водино             | посёлок                 | ↘198      | Лозовской сельсовет       |
| 10 | Вознесенка         | село                    | ↘727      | Лозовской сельсовет       |
| 11 | Воскресенка        | село                    | ↘270      | Мироновский сельсовет     |
| 12 | Гнедухино          | село                    | ↘172      | Баганский сельсовет       |
| 13 | Грушевка           | деревня                 | →126      | Ивановский сельсовет      |
| 14 | Зелёный Луг        | посёлок                 | ↘30       | Савкинский сельсовет      |
| 15 | Ивановка           | село                    | ↗526      | Ивановский сельсовет      |
| 16 | Кавказское         | село                    | ↗157      | Савкинский сельсовет      |
| 17 | Казанка            | село                    | ↘629      | Казанский сельсовет       |
| 18 | Караси             | деревня                 | ↘115      | Лозовской сельсовет       |
| 19 | Красный Остров     | село                    | ↘118      | Палецкий сельсовет        |
| 20 | Кузнецовка         | село                    | ↘521      | Кузнецовский сельсовет    |
| 21 | Лепокурово         | село                    | ↘637      | Палецкий сельсовет        |
| 22 | Лозовское          | село                    | ↘307      | Лозовской сельсовет       |
| 23 | Мироновка          | село                    | ↘782      | Мироновский сельсовет     |
| 24 | Нижний Баган       | деревня                 | ↘83       | Лозовской сельсовет       |
| 25 | Осинники           | село                    | ↘146      | Палецкий сельсовет        |
| 26 | Палецкое           | село                    | ↘737      | Палецкий сельсовет        |
| 27 | Первомайский       | посёлок                 | ↘166      | Лозовской сельсовет       |
| 28 | Петрушино          | деревня                 | ↘284      | Мироновский сельсовет     |
| 29 | Подольск           | деревня                 | ↘110      | Ивановский сельсовет      |
| 30 | Районная           | железнодорожная станция | ↘204      | Андреевский сельсовет     |
| 31 | Романовка          | деревня                 | ↗120      | Андреевский сельсовет     |
| 32 | Савкино            | село                    | ↘919      | Савкинский сельсовет      |
| 33 | Саратовка          | деревня                 | ↘15       | Андреевский сельсовет     |
| 34 | Славянка           | село                    | ↘139      | Лозовской сельсовет       |
| 35 | Соловьёвка         | село                    | ↘254      | Казанский сельсовет       |
| 36 | Стретинка          | село                    | ↘181      | Баганский сельсовет       |
| 37 | Теренгуль          | посёлок                 | ↘445      | Андреевский сельсовет     |
| 38 | Теренгуль          | железнодорожный разъезд | ↘19       | Андреевский сельсовет     |
| 39 | Троицкое           | село                    | ↘84       | Савкинский сельсовет      |
| 40 | Тычкино            | село                    | ↗295      | Баганский сельсовет       |

| №  | Населённый пункт | Тип     | Год упразднения |
| -- | ---------------- | ------- | --------------- |
| 1  | Барский          | посёлок | 1971            |
| 2  | Брынзозавод      | посёлок | 1971            |
| 3  | Воронежское      | село    | 1980            |
| 4  | Донское          | село    | 1973            |
| 5  | Курский          | посёлок | 2017            |
| 6  | Ленинское        | село    | 2013            |
| 7  | Мочан            | посёлок | 1980            |
| 8  | Новополтавка     | село    | 1978            |
| 9  | Новороссийка     | деревня | 1968            |
| 10 | Новый            | хутор   | 1971            |
| 11 | Озёрно-Баганск   | посёлок | 1968            |
| 12 | Октябрьский      | хутор   | 1971            |
| 13 | Переселенческий  | хутор   | 1976            |
| 14 | Политотдел       | посёлок | 1971            |
| 15 | Родькино         | деревня | 1963            |
| 16 | Чулаково         | деревня | 2009            |
| 17 | Эстония          | посёлок | 1971            |
| 18 | Ясная Поляна     | посёлок | 2011            |
| 19 | Ясный Луч        | посёлок | 1977            |

## Экономика
Основная специализация сельскохозяйственных предприятий — зерновое и мясо-молочное производство.

### Транспорт
Протяжённость автомобильных дорог — 382,5 км, из них с твёрдым покрытием — 202,8 км.

## Выдающиеся жители
Герои Советского Союза:
- Матвиенко Андрей Григорьевич;
- Приходько Геннадий Андреевич;
- Шепелев Николай Гаврилович.

Саженина Елена Николаевна — автор герба Баганского района.